# Украинский (Тихорецкий район)
Украинский — хутор в Тихорецком районе Краснодарского края России. Входит в состав Еремизино-Борисовского сельского поселения.
Население 49  чел. (2010).

## Население
| 2002 | 2010 |
| ---- | ---- |
| 119  | ↘49  |

## Улицы
- ул. Короткая,
- ул. Степная[4]